# Kreis Misox
| Misox (Mesocco)           | Misox (Mesocco)   |
| ------------------------- | ----------------- |
| Misox (Mesocco)           |                   |
| Basisdaten                |                   |
| Staat:                    | Schweiz           |
| Kanton:                   | Graubünden (GR)   |
| Bezirk:                   | Moesa             |
| Hauptort:                 | Mesocco           |
| Fläche:                   | 262,04 km²        |
| Einwohner:                | 2393 (31.12.2013) |
| Bevölkerungsdichte:       | 9 Einw. pro km²   |
| Aufgehoben am:            | 31. Dezember 2017 |
| Karte                     |                   |
| Karte von Misox (Mesocco) |                   |

Der Kreis Misox (italienisch Circolo di Mesocco) bildete bis zum 31. Dezember 2015 zusammen mit den Kreisen Calanca und Roveredo den Bezirk Moesa des Kantons Graubünden in der Schweiz. Der Sitz des Kreisamtes ist in Mesocco. Durch die Bündner Gebietsreform wurden die Kreise aufgehoben. Der Kreis Misox blieb aber für überkommunale Aufgaben bis zum 31. Dezember 2017 weiter bestehen.

## Gemeinden
Der Kreis setzt sich aus folgenden Gemeinden zusammen:
| Wappen   | Name der Gemeinde | Einwohner (Dez. 2013) | Fläche in km² | BFS-Nr |
| -------- | ----------------- | --------------------- | ------------- | ------ |
| Lostallo | Lostallo          | 850                   | 50,86         | 3821   |
| Mesocco  | Mesocco           | 1420                  | 164,76        | 3822   |
| Soazza   | Soazza            | 332                   | 46,42         | 3823   |